# Tiranet orellut olivaci
El tiranet orellut olivaci (Phylloscartes ventralis) és un ocell de la família dels tirànids (Tyrannidae).

## Hàbitat i distribució
Habita els boscos dels Andes de l'est del Perú i centre i sud-est de Bolívia. Nord-oest i nord-est de l'Argentina, est de Paraguai, sud-est del Brasil i Uruguai.